# Дуюнова, Вера Илларионовна
Ве́ра Илларио́новна Дуюно́ва (до 1969 — Галу́шка; р. 11 апреля 1945, Краснодар — 2 марта 2012, Ташкент) — советская волейболистка, игрок сборной СССР (1968—1974). Двукратная олимпийская чемпионка (1968 и 1972), чемпионка мира 1970, обладатель Кубка мира 1973. Заслуженный мастер спорта СССР (1968).

## Биография
Волейболом начала заниматься в Краснодаре. Выступала за команды: до 1964 — «Динамо» (Краснодар), 1965—1975 — «Спартак»/«Автомобилист» (Ташкент).
В составе сборной СССР выступала в 1968—1974 годах. В её составе:
- двукратная олимпийская чемпионка — 1968 и 1972;
- чемпионка мира 1970;
  - серебряный призёр чемпионата мира 1974;
- победитель первого розыгрыша Кубка мира 1973.

Чемпионка Всемирной Универсиады 1973 в составе студенческой сборной СССР.
С конца 1970-х работала старшим тренером молодёжной сборной СССР. С 1982 — директор ташкентской СДЮШОР. В последние годы — вице-президент национального олимпийского комитета Узбекистана.
Скончалась 2 марта 2012 года в Ташкенте. Похоронена на Боткинском кладбище.

## Награды и звания
- Заслуженный мастер спорта СССР (1968);
- Орден «Знак Почёта»;
- Орден «Соглом авлод учун» 1-й степени (Узбекистан).